# Герард ван дер Леу
Герард ван дер Леу (нід. Gerardus van der Leeuw; 18 березня 1890, Гаага, Нідерланди — 18 листопада 1950, Утрехт, Нідерланди) — нідерландський історик і філософ релігії, один з найбільш відомих представників феноменології релігії.
Вивчав теологію в Лейденському університеті, спеціалізувався на історії релігій і єгиптології. Потім навчався в Берліні і Геттінгені. З 1918 викладав в університеті Гронінгена. Дотримувався реформатства. У дослідженнях релігії і містицизму розвивав підхід Гуссерля. У 1945—1946 був міністром освіти Нідерландів від Партії праці. У 1950 став першим президентом Міжнародної асоціації істориків релігії.